# Drosophila pohaka
Drosophila pohaka este o specie de muște din genul Drosophila, familia Drosophilidae, descrisă de Karl N. Magnacca și O'grady în anul 2008. Conform Catalogue of Life specia Drosophila pohaka nu are subspecii cunoscute.